# Klaus Allofs
Klaus Allofs, född 5 december 1956 i Düsseldorf, är en tysk före detta professionell fotbollsspelare och manager.
Klaus Allofs var framgångsrik fotbollsspelare i Bundesliga och landslaget under 1980-talet. Allofs blev Europamästare med Västtyskland i EM 1980 och var lagets bäste målskytt under slutspelet med sina tre mål, samtliga gjorda mot Nederländerna under gruppspelet. Allofs deltog även i VM 1986 i Mexiko då Västtyskland blev silvermedaljörer. I sina klubblag hade Allofs flera framgångar, bland annat seger i Cupvinnarcupen med Werder Bremen 1992. Efter den aktiva karriären har Allofs varit manager i Fortuna Düsseldorf.
Bror till Thomas Allofs.

## Meriter
- 55 A-landskamper för Västtyskland 1978-1988
- VM i fotboll: 1986
  - VM-silver 1986
- EM i fotboll: 1980, 1984
  - EM-guld 1980
  - Skyttekung 1980 (3 mål)